# Celebes-Bindenschwanz-Fruchttaube
Die Celebes-Bindenschwanz-Fruchttaube oder Rotflankenfruchttaube (Ducula radiata) ist eine Art der Taubenvögel. Sie kommt ausschließlich auf einer indonesischen Insel vor. Es gibt mit der Celebes-Gelbbrusterdtaube eine weitere Taubenart, die einen sehr ähnlich klingenden Namen trägt. Diese gehört jedoch zur Gattung der Indopazifischen Erdtauben.

## Erscheinungsbild
Die Celebes-Bindenschwanz-Fruchttaube erreicht eine Körperlänge von etwa 38 Zentimetern. Sie ist damit etwa so groß wie eine Stadttaube. Im Vergleich zu dieser sind jedoch die Flügel kürzer und gerundeter. Der Schwanz ist länger. 
Das Gefieder an Kopf, Halsseiten und Brust ist ebenso wie das Bauchgefieder hellgrau. Gesicht und Kehle sind heller. Die Unterschwanzdecken sind matt rotbraun. Der hintere Hals sowie der Mantel und die inneren Flügeldecken sind purpur. Der Rücken und der Schwanz sind smaragdgrün. Über die Schwanzfedern verläuft am Ende ein graues Mittelband, was zu der Bezeichnung Bindenschwanz-Fruchttaube geführt hat.

## Verbreitung und Verhalten
Die Celebes-Bindenschwanz-Fruchttaube ist eine endemische Art der Insel Sulawesi. Diese indonesische Insel liegt zwischen Borneo und Neuguinea und weist eine Fläche von 189.216 km² auf. Die Celebes-Bindenschwanz-Fruchttaube bewohnt hier Bergwälder und Waldränder. In Waldgebieten des Flachlands sowie in Sekundärwald am Rand von Primärwald kommt sie zwar vor, ist aber hier verhältnismäßig selten. Sie hält sich präferiert in Höhenlagen über 1.100 Meter auf und kommt bis zu 2.400 Meter NN. vor. 
Die Celebes-Bindenschwanz-Fruchttaube hält sich bevorzugt in Baumkronen auf. Sie kommt überwiegend alleine oder in Paaren vor. Außerhalb der Fortpflanzungszeit können gelegentlich Schwärme beobachtet werden, die bis zu 20 Individuen umfassen. Bislang gefundene Gelege befanden sich in Felshöhlen oder auf Felsbändern von im Wald befindlichen Felsformationen.

## Belege